# Tulagi (Schiff)
Die USS Tulagi (CVE-72), vormals USS Fortazela Bay war ein Geleitflugzeugträger der Casablanca-Klasse in Diensten der United States Navy während des Zweiten Weltkriegs. Den Namen wählte man im Gedenken an die Gefechte um Tulagi und Gavutu-Tanambogo, mit welchen im August 1942 die alliierte Gegenoffensive im Pazifikkrieg begann. Der Träger wurde am 21. Dezember 1943 in Dienst gestellt und dem Kommando von Captain Joseph Campbell Cronin übergeben.

## Daten
Der Träger hatte eine Besatzung von 860 Mann und konnte 28 Flugzeuge mitführen. Die Maße betrugen 156 Meter Länge, 33 Meter maximale Breite und 19,9 Meter Höhe. Mit einer Verdrängung von 7.800 Tonnen konnte er durch zwei Antriebswellen und vier Kolbendampfmaschinen mit insgesamt 9.000 PS eine Höchstgeschwindigkeit von 19 Knoten erreichen.

## Geschichte

### Einsatz
Nach Indienststellung am 21. Dezember 1943 diente das Schiff als Versorger für Luftwaffenstützpunkte im Pazifik, unter anderem auf Hawaii. Im Juni 1944 wurde das Schiff nach Europa verlegt. Dort nahm der Träger an der Invasion in Süd-Frankreich teil. Ihre Flugzeuge vernichteten mehrere Stellungen und Versorgungskolonnen auf den Straßen. Da das Ende des Krieges in Europa abzusehen war, fuhr der Träger zurück in den Pazifik. Auf ihrem Weg nach Luzon wurde der Konvoi der USS Tulagi mehrfach Ziel von Kamikaze-Angriffen, die einige Schiffe versenken konnten. Im Vorfeld der Landung auf Iwo Jima beteiligte die Tulagi sich an der Jagd auf japanische U-Boote. Die letzte Aufgabe war Luftunterstützung und U-Boot-Jagd vor Okinawa, dort wurde sie wiederholt Ziel von Angriffen, konnte aber alle Kamikaze-Flieger abwehren.

### Verschrottung
Nach dem Krieg wurde das Schiff am 8. Mai 1946 aus dem Schiffsregister gestrichen.